# Миккелин Паллоильят
«Миккелин Паллоильят» или сокращённо МП (фин. Mikkelin Palloilijat (MP)) — финский футбольный клуб из города Миккели. Выступает в третьей по силе лиге Финляндии Какконен.

## История
Клуб был основан в 1929 году как спортивное общество города Миккели. На протяжении многих лет, помимо футбола спортивное общество координировало развитие местного спорта в других направлениях — хоккей, хоккей с мячом, волейбол. Первые десятилетия игроки клуба принимали участие летом в соревнованиях по футболу, а зимой по хоккею и хоккею с мячом. В 1962-м году Миккелин Паллоильят основал один из первых в Финляндии женский футбольный клуб «Поррассалмен Урхейльят 62» (фин. Porrassalmen Urheilijat -62 (PU-62)), который принял участие в первом чемпионате страны в 1971-м году. В 1970-м году Миккелин Паллоильят вывел в отдельное подчинение своё хоккейное подразделение, основав хоккейный клуб «Миккелин Юкурит». В 1977-м году аналогично был основан клуб по хоккею с мячом «Миккелин Камппарит» (фин. Mikkelin Kampparit).
Наибольших успехов клуб добился в первой половине 1970-х годов, когда дважды становился вице-чемпионом страны и дважды обладателем кубка страны. Последнее десятилетие клуб выступает во второй Юккёнен и третьей Какконен по силе футбольных лигах Финляндии. 

## Достижения
- Чемпионат Финляндии по футболу: 
  - Второе место; 1970, 1972
  - Третье место; 1991
- Кубок Финляндии по футболу:
  - Обладатель; 1970, 1971